# Éparchie de Bihać-Petrovac
L'éparchie de Bihać-Petrovac (en serbe cyrillique : Епархија бихаћко-петровачка ; en serbe latin : Eparhija bihaćko-petrovačka) est une éparchie, c'est-à-dire une circonscription de l'Église orthodoxe serbe. Elle est située en Bosnie-Herzégovine et son siège se trouve à Bosanski Petrovac. Elle est administrée par l'évêque Atanasije.

### Évêques

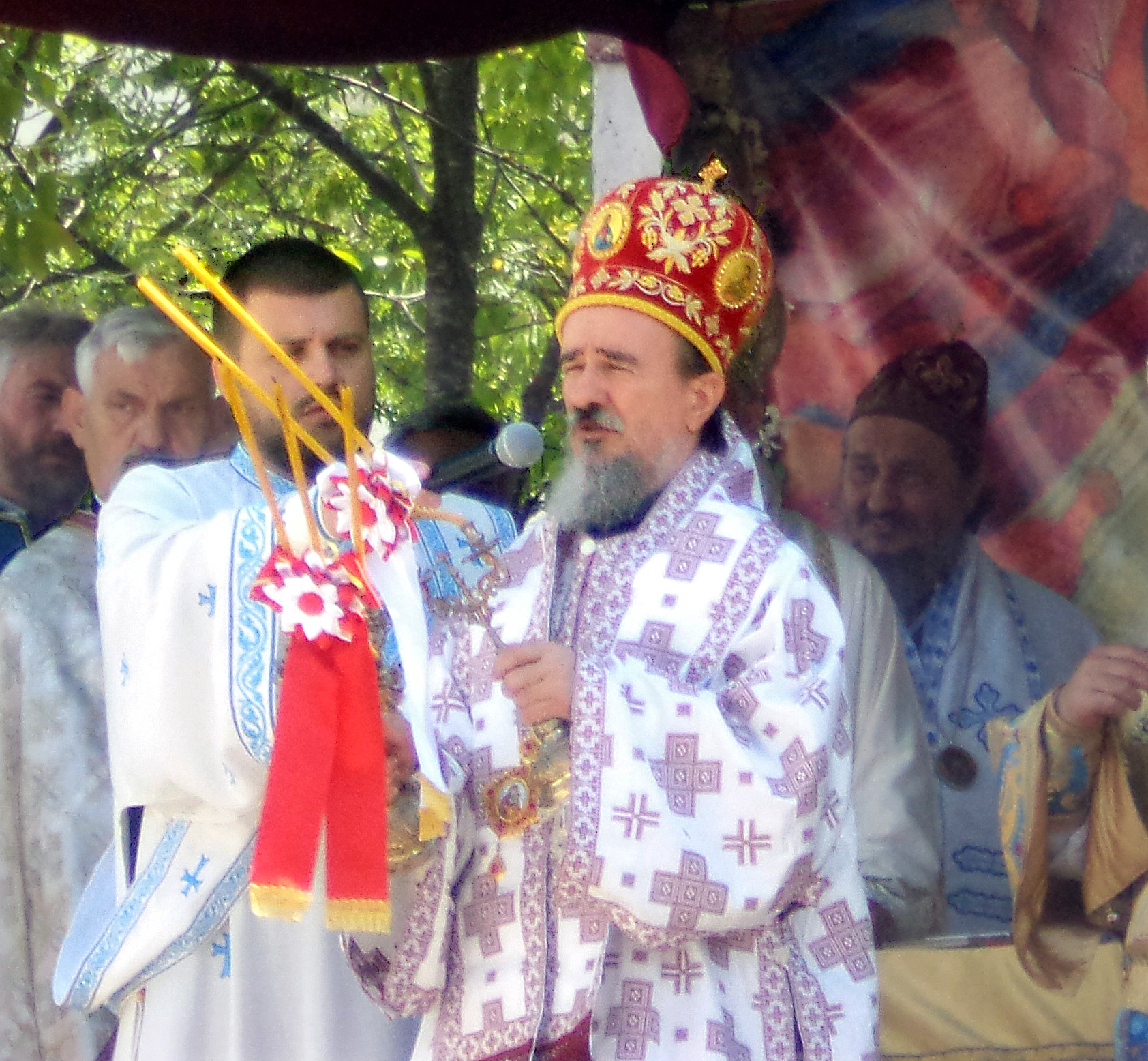
L'évêque Atanasije

## Subdivisions territoriales
L'éparchie de Bihać-Petrovac compte 6 archidiaconés (arhijerejska namesništva), eux-mêmes subdivisés en municipalités ecclésiastiques (crkvene opštine) et en paroisses (parohije).

## Monastères
L'éparchie de Bihać-Petrovac abrite les monastères suivants :